# NGC 240

NGC 240

NGC 240 هي مجرة في كوكبة الحوت اكتشفت في 22 أكتوبر 1886.

## روابط خارجية
- NGC 240 على موقع ويكي سكاي: DSS2, SDSS, GALEX, IRAS, Hydrogen α, X-Ray, Astrophoto, Sky Map, Articles and images